# Juan Bautista Espínola Reyes
Juan Bautista Espínola Reyes (* 24. Juni 1894 in der Provinz La Vega; † 29. September 1923 ebenda) war ein dominikanischer Musiker und Komponist.
Espínola hatte Unterricht in den Fächern Klarinette und Solfège bei Francisco Soñé. Er spielte dann Klarinette in der Banda de Música der Hauptstadt und wurde 1907 zweiter Klarinettist im Orchester von Rafael Morfa. 1908 holte ihn der Kubaner Manuel Pueyo in sein Orchester Unión Artística. Von 1913 bis 1915 war er Angehöriger der Armee.
Um 1920 wurde er bekannt als Interpret und Komponist von Criollas, Danzas, Marchas und vor allem Merengues. Er gründete das orquestra tipica Lira Vegana, mit dem er eigene Kompositionen wie Pepe Virita, Yamí und El clarinete brujo und die Merengues Terapéutica, Mi entusiasmo und Burende adentro aufführte. Bei Victor Records erschienen Aufnahmen von Los agrarontes und Rubén. Insgesamt komponierte Espínola mehr als 500 Stücke.